# Merxheim (Haut-Rhin)
Merxheim település Franciaországban, Haut-Rhin megyében. Lakosainak száma 1341 fő (2022. január 1.). Merxheim Gundolsheim, Réguisheim, Meyenheim, Munwiller, Ungersheim, Raedersheim és Issenheim községekkel határos.

## Népesség
A település népességének változása:
| Lakosok száma | 1288 | 1280 | 1295 | 1261 | 1251 | 1247 | 1275 | 1285 | 1341 |
|               | 2013 | 2015 | 2016 | 2017 | 2018 | 2019 | 2020 | 2021 | 2022 |